# Shank (film)
Shank is een drama-actiefilm uit 2009 onder regie van Simon Pearce, voor wie het de eerste film is.
Voor de hoofdrolspelers Marc Laurent en Wayne Virgo is het hun eerste professionele rol.
Tom Bott speelt voor het eerst een hoofdrol.

## Verhaal
Cal is lid van een jeugdbende die zich met happy slapping bezighoudt en verder bestaat uit zijn beste vriend Jonno en diens vriendin Nesse. Cal is homoseksueel en heeft gevoelens voor Jonno, maar houdt zijn homoseksualiteit verborgen. Om seksueel contact met mannen te hebben, maakt hij anonieme seksafspraakjes, waarbij hij na de seks de ander aanvalt en mishandelt. Op een dag slaan Jonno en Nesse de Franse student Olivier in elkaar waar Cal bij is. Cal stopt hen zodat Olivier kan vluchten, en gaat in zijn auto Olivier achterna om hem zijn achtergebleven tassen terug te geven.
Nesse en Jonno zijn kwaad op Cal en verdenken hem ervan homoseksueel te zijn. Dit wordt bevestigd als zij inbreken in zijn kamer en een filmpje vinden waarin hij seks heeft met een man. Nesse en Jonno zijn sowieso al zeer vijandig tegenover homoseksuelen, maar Jonno is extra geschokt omdat Cal zijn beste vriend was. Ze vernielen Cal's spullen.
Cal is thuis niet meer veilig en overnacht in zijn auto, bij Olivier voor de deur. Ze worden verliefd, wat Jonno en Nesse ontdekken. Om wraak te nemen ontvoeren ze Olivier om Cal naar een verlaten fabriek te lokken. Daar wordt Cal's auto zwaar beschadigd. Jonno, kwaad op Cal maar ook zeer verward over zijn eigen seksualiteit, verkracht Cal, waarbij Olivier moet toekijken.
Olivier belt een van zijn leraars die hen komt helpen. Dat blijkt uiteindelijk een man te zijn waarmee Cal ooit seks heeft gehad. De leraar neemt de twee mee naar huis, waar ze veilig zijn en even kunnen rusten. Cal ziet daar naast het bed een foto van de man en zijn partner, die Cal herkent als een slachtoffer van de bende. Hij stuurt Oliviers leraar het filmpje waarop te zien is hoe zijn partner in elkaar geslagen wordt. Deze ligt namelijk zwaargewond in het ziekenhuis. Wanneer Olivier en Cal het huis van leerkracht verlaten, nemen ze de trein naar het buitenland.

## Prijzen
De film won de publieksprijs voor beste film op het International Gay & Lesbian Film Festival van Barcelona. Regisseur Pearce won de prijs voor beste aanstormend talent op het International Gay & Lesbian Film Festival van Miami en Fort Lauderdale.

## Vervolg
Het vervolg op Shank zal Cal heten en in de loop van 2013 in première gaan.